# Seekirchen am Wallersee
Seekirchen am Wallersee è un comune austriaco di 10 521 abitanti nel distretto di Salzburg-Umgebung, nel Salisburghese; ha lo status di città (Stadtgemeinde). È stato istituito nel 1974 con la fusione dei comuni soppressi di Seekirchen Land e Seekirchen Markt.

## Geografia fisica
Il comune sorge a circa 15 km da Salisburgo, sulle sponde del lago Wallersee e vicino al Salzkammergut.

## Storia
L'attuale territorio comunale fu abitato già circa 5000 anni fa. La fondazione di Seekirchen risale tuttavia all'anno 696; nel 1424 ottenne i diritti di mercato e il 24 settembre 2000 ottenne lo status di città.

## Geografia antropica

### Suddivisioni amministrative
Il territorio comunale è ripartito in sei comuni catastali (Marschalln, Mödlham, Seekirchen Land, Seekirchen Markt, Seewalchen e Waldprechting) e conta 20 località (tra parentesi la popolazione al 1º gennaio 2015): Bayerham (151), Brunn (969), Fischtaging (247), Halberstätten (205), Huttich (273), Kothgumprechting (143), Kraiham (130), Mayerlehen (268), Mödlham (434), Ried (211), Schmieding (108), Schmiedkeller (127), Schöngumprechting (258), Seekirchen am Wallersee (3 245), Seewalchen (1 030), Waldprechting (1 417), Wies (181), Wimm (229), Wimmsiedlung (525) e Zaisberg (111).

## Infrastrutture e trasporti
La città si trova a circa 5 km dallo svincolo autostradale di Eugendorf, sulla A1 West Autobahn (Monaco di Baviera-Salisburgo-Linz-Vienna).
A livello ferroviario, conta due stazioni (Seekirchen e la fermata Seekirchen Süd) sull'importante arteria internazionale Westbahn (Monaco di Baviera-Salisburgo-Linz-Vienna), che collega la Germania meridionale con Budapest, Bratislava e altre città. Tale tracciato è connesso alla linea S2 (Salisburgo-Straßwalchen) della S-Bahn di Salisburgo.